# Прогрес (Глибоківський район)
Прогре́с (каз. Прогресс) — село у складі Глибоківського району Східноказахстанської області Казахстану. Входить до складу Кожоховського сільського округу.
Населення — 1279 осіб (2021; 1478 у 2009, 1714 у 1999, 1828 у 1989).
Національний склад станом на 1989 рік:
- росіяни — 63 %
- казахи — 24 %